# ß

A letra ß em fontes diferentes

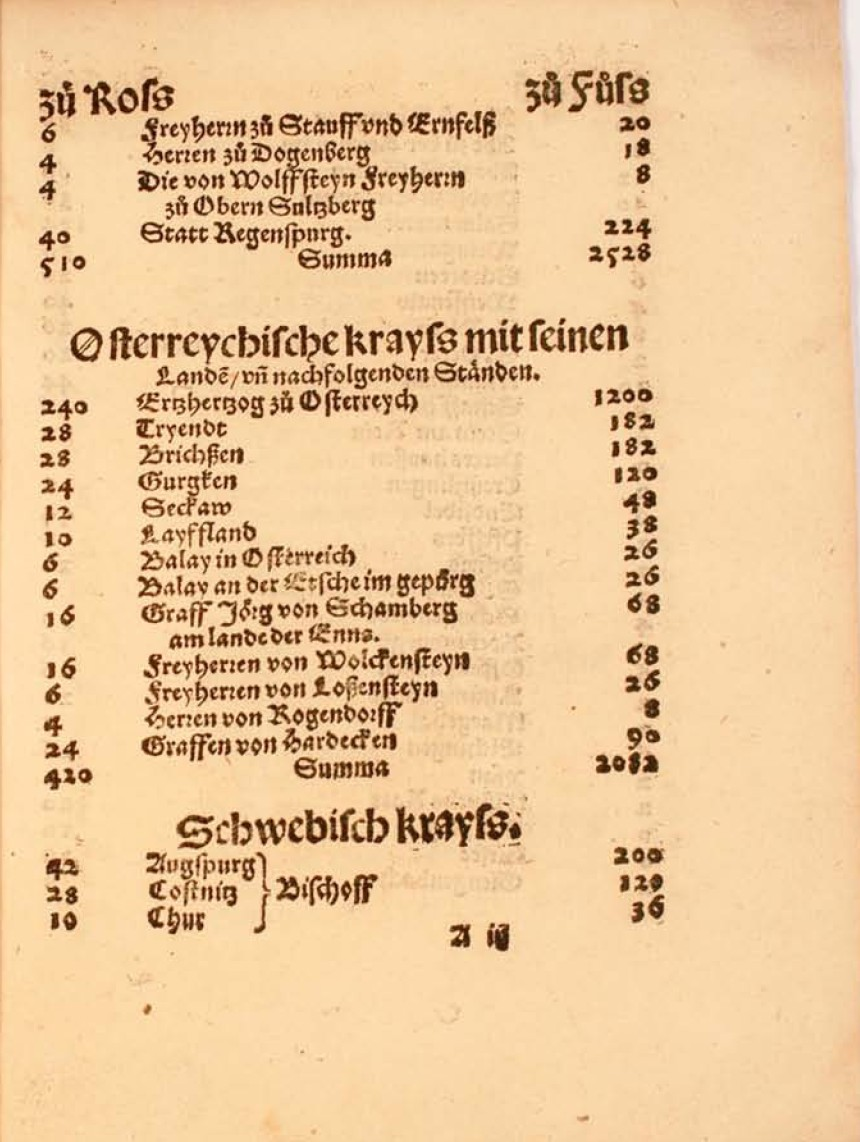
ſ, s, ſs e ſʒ no registro imperial dos dez círculos imperiais de 1532 (Wikisource)

O caractere ẞ (letra maiúscula) ou ß (minúscula), denominado eszett [AFI: [ɛsˈt͜sɛt]] ou scharfes S, é uma letra do alfabeto alemão. Ele é também chamado coloquialmente como "Doppel-S" (nesse sentido, apenas ocasionalmente na Suíça), "Buckel-S", "backpack-S", "Dreierles-S" ou às vezes chamado erroneamente de "Ringel-S", que é outra variante de "S". É esteticamente semelhante, embora não idêntica, à letra beta (Β, β) do alfabeto grego, mas não deve ser confundida com esta última, por representarem sons diferentes.
O ß é usado para reproduzir a fricativa alveolar surda (AFI: [s]). É a única letra do sistema de escrita latino que hoje é usado exclusivamente para escrever línguas alemãs e seus dialetos, por exemplo, no padrão ortográfico alemão padrão e, em algumas ortografias do baixo-alemão, assim como no passado, também em algumas ortografias sérvias.
Historicamente, o ß na língua alemã é baseado em uma ligadura do s longo (langen ſ) e z. Significativa para a forma do ß nas fontes Antiqua de hoje foi, no entanto, uma ligadura de ſ longo e s redondo, que continuou até o século XVIII.
O ß é usado hoje apenas quando se escreve em alemão e baixo alemão, mas não na Suíça e no Liechtenstein. Falantes nativos de alemão na Bélgica, Dinamarca (Schleswig do Norte), Itália (Tirol do Sul) e Namíbia usam o ß em seus textos escritos de acordo com as regras de ortografia aplicáveis na Alemanha e na Áustria. O mesmo procedimento é seguido no Luxemburgo.
O ß também foi usado nos textos medievais e nos primeiros tempos modernos como uma abreviação da moeda xelim.

## Características
O eszett representa o fonema [s] em palavras como Straße (rua) ou Fuß (pé). Sua origem tipográfica não é a ligadura das letras que hoje representa em alemão (s longo medial e s curto final), mas sim a ligadura na escrita gótica das letras "s" e "z", vindo daí a origem de seu nome (eszett no idioma alemão significa "s-z"). Existe tanto na forma maiúscula como minúscula, caso for escrito em caps lock, a palavra inteira. Outro exemplo é a letra antigamente usada na língua gronelandesa, kra (ĸ). Recentemente significa e foi substituída por dois 'ss'.
É utilizada unicamente na língua alemã escrita na Alemanha, já na Suíça e em Liechtenstein não é oficial nem extraoficialmente utilizada, utilizando-se em seu lugar o "ss" ou o "sz". Com a reforma ortográfica da língua alemã em 1996, o ß desapareceu em posição depois de vogal tónico convertendo-se em ss, como em Schloß, transformado em Schloss (castelo) e bißchen, que se tornou bisschen (pouquinho).

## No teclado em português
No teclado configurado para português, o eszett é obtido pressionando Alt+0223 ou Alt+225 (Windows) ou Ctrl+Shift+U 1E9E (Linux).
Também é possível obtê-la no Linux ao primir Composess (ou ComposeSS para maiúscula).